# Lucius Mummius Felix Cornelianus
Lucius Mummius Felix Cornelianus war ein römischer Politiker und Senator des 3. Jahrhunderts.
Der Familie des Felix, die dem Namen nach aus Italien oder dem Westen des Reiches, möglicherweise aus Spanien stammte, gelang vermutlich noch in der ersten Hälfte des 3. Jahrhunderts der Aufstieg in das Patriziat. Seine stadtrömische Inschrift nennt seine Laufbahn bis zur Prätur. Sie wurde sicher vor 235 gesetzt.
Felix war Decemvir stlitibus iudicandi (um 218), sevir equitum Romanorum turmae II (Führer einer der Schwadronen römischer Ritter). Als Kandidat des Kaisers war er Quästor (um 225), Volkstribun (um 227) und ebenfalls als Kandidat des Kaisers Prätor (um 230). Schließlich bekleidete Felix im Jahr 237 das ordentliche Konsulat.